# Gardner Ridge
Der Gardner Ridge ist ein Gebirgskamm im westantarktischen Marie-Byrd-Land. Im Königin-Maud-Gebirge ragt er 6 km südöstlich der Davis Hills an der Südflanke des Klein-Gletschers auf.
Der United States Geological Survey kartierte ihn anhand eigener Vermessungen und Luftaufnahmen der United States Navy aus den Jahren von 1960 bis 1963. Das Advisory Committee on Antarctic Names benannte ihn 1968 nach Eric T. Gardner, Fotograf der Flugstaffel VX-6 bei der Operation Deep Freeze der Jahre 1966 und 1967.